# Hydrocotyle comocarpa
Hydrocotyle comocarpa är en växtart i släktet Hydrocotyle och familjen araliaväxter.
Arten förekommer i sydöstra Australien och på Tasmanien. Den beskrevs av Ferdinand von Mueller 1887.